# Europsko prvenstvo u košarci za žene – Poljska 2011.
Europsko prvenstvo u košarci za žene – Poljska 2011.  je bilo 33. izdanje europskog košarkaškog prvenstva za žene koje se održalo od 18. lipnja do 3. srpnja 2011. u Poljskoj. Ovo je bilo četvrto europsko prvenstvo koje se održalo u Poljskoj. Igralo se u 3 grada: Bydgoszczu, Łódźu i Katowicama.

## Gradovi domaćini
| Grad      | Dvorana    | Kapacitet | Krug                              |
| --------- | ---------- | --------- | --------------------------------- |
| Bydgoszcz | Łuczniczka | 8 000     | prvi i drugi                      |
| Katowice  | Spodek     | 11 500    | prvi i drugi                      |
| Łódź      | Arena Łódź | 13 400    | finale (četvrtfinala, polufinala) |

## Kvalifikacije
| Natjecanje                          | Datum                               | Broj mjesta | Kvalificirali                                                                           |
| ----------------------------------- | ----------------------------------- | ----------- | --------------------------------------------------------------------------------------- |
| Domaćin                             | –                                   | 1           | Poljska                                                                                 |
| Sudionici Svjetskog prvenstva 2011. | 23. rujna – 3. listopada 2010.      | 6           | Bjelorusija Češka Francuska Grčka Rusija Španjolska                                     |
| Kvalifikacije                       | 2. kolovoz 2010. – 11. lipanj 2011. | 9           | Hrvatska Ujedinjeno Kraljevstvo Izrael Latvija Litva Crna Gora Slovačka Turska Njemačka |

## Jakosne skupine
Ždrijeb skupina održan je 11. prosinca 2010. u Łódźu.
| Skupina 1                               | Skupina 2                  | Skupina 3                      | Skupina 4                                         |
| --------------------------------------- | -------------------------- | ------------------------------ | ------------------------------------------------- |
| Francuska Rusija Španjolska Bjelorusija | Grčka Češka Poljska Turska | Litva Crna Gora Latvija Izrael | Ujedinjeno Kraljevstvo Hrvatska Slovačka Njemačka |

## Prvi krug
| Skupina A (Bydgoszcz) | Skupina A (Bydgoszcz) | Skupina A (Bydgoszcz) | Skupina A (Bydgoszcz) | Skupina A (Bydgoszcz) | Skupina A (Bydgoszcz) | Skupina A (Bydgoszcz) | Skupina A (Bydgoszcz) | Skupina A (Bydgoszcz) |
|                       | Momčad                | Bod.                  | Pob.                  | Por.                  | PD                    | PP                    | Razl.                 |                       |
| --------------------- | --------------------- | --------------------- | --------------------- | --------------------- | --------------------- | --------------------- | --------------------- | --------------------- |
| 1                     | Litva                 | 5                     | 2                     | 1                     | 186                   | 179                   | +7                    |                       |
| 2                     | Rusija                | 5                     | 2                     | 1                     | 212                   | 207                   | +5                    |                       |
| 3                     | Turska                | 4                     | 1                     | 2                     | 199                   | 204                   | -5                    |                       |
| 4                     | Slovačka              | 4                     | 1                     | 2                     | 183                   | 190                   | -7                    |                       |

| 18. lipnja 2011. | Turska   | 58 - 64 |  | Litva    |
| 18. lipnja 2011. | Rusija   | 68 - 66 |  | Slovačka |
| 19. lipnja 2011. | Slovačka | 60 - 76 |  | Turska   |
| 19. lipnja 2011. | Litva    | 76 - 64 |  | Rusija   |
| 20. lipnja 2011. | Slovačka | 57 - 46 |  | Litva    |
| 20. lipnja 2011. | Turska   | 65 - 80 |  | Rusija   |

| Skupina B (Bydgoszcz) | Skupina B (Bydgoszcz)  | Skupina B (Bydgoszcz) | Skupina B (Bydgoszcz) | Skupina B (Bydgoszcz) | Skupina B (Bydgoszcz) | Skupina B (Bydgoszcz) | Skupina B (Bydgoszcz) | Skupina B (Bydgoszcz) |
|                       | Momčad                 | Bod.                  | Pob.                  | Por.                  | PD                    | PP                    | Razl.                 |                       |
| --------------------- | ---------------------- | --------------------- | --------------------- | --------------------- | --------------------- | --------------------- | --------------------- | --------------------- |
| 1                     | Češka                  | 6                     | 3                     | 0                     | 199                   | 163                   | +36                   |                       |
| 2                     | Bjelorusija            | 5                     | 2                     | 1                     | 185                   | 148                   | +37                   |                       |
| 3                     | Ujedinjeno Kraljevstvo | 4                     | 1                     | 2                     | 159                   | 166                   | -7                    |                       |
| 4                     | Izrael                 | 3                     | 0                     | 3                     | 148                   | 214                   | -66                   |                       |

| 18. lipnja 2011. | Bjelorusija            | 55 - 40 |  | Ujedinjeno Kraljevstvo |
| 18. lipnja 2011. | Češka                  | 72 - 56 |  | Izrael                 |
| 19. lipnja 2011. | Izrael                 | 41 - 68 |  | Bjelorusija            |
| 19. lipnja 2011. | Ujedinjeno Kraljevstvo | 45 - 60 |  | Češka                  |
| 20. lipnja 2011. | Ujedinjeno Kraljevstvo | 74 - 51 |  | Izrael                 |
| 20. lipnja 2011. | Češka                  | 67 - 62 |  | Bjelorusija            |

| Skupina C (Katowice) | Skupina C (Katowice) | Skupina C (Katowice) | Skupina C (Katowice) | Skupina C (Katowice) | Skupina C (Katowice) | Skupina C (Katowice) | Skupina C (Katowice) | Skupina C (Katowice) |
|                      | Momčad               | Bod.                 | Pob.                 | Por.                 | PD                   | PP                   | Razl.                |                      |
| -------------------- | -------------------- | -------------------- | -------------------- | -------------------- | -------------------- | -------------------- | -------------------- | -------------------- |
| 1                    | Crna Gora            | 6                    | 3                    | 0                    | 212                  | 174                  | +38                  |                      |
| 2                    | Španjolska           | 5                    | 2                    | 1                    | 214                  | 198                  | +16                  |                      |
| 3                    | Poljska              | 4                    | 1                    | 2                    | 191                  | 208                  | -17                  |                      |
| 4                    | Njemačka             | 3                    | 0                    | 3                    | 193                  | 230                  | -37                  |                      |

| 18. lipnja 2011. | Španjolska | 79 - 69 |  | Njemačka   |
| 18. lipnja 2011. | Poljska    | 53 - 70 |  | Crna Gora  |
| 19. lipnja 2011. | Crna Gora  | 66 - 57 |  | Španjolska |
| 19. lipnja 2011. | Njemačka   | 60 - 75 |  | Poljska    |
| 20. lipnja 2011. | Njemačka   | 64 - 76 |  | Crna Gora  |
| 20. lipnja 2011. | Poljska    | 63 - 78 |  | Španjolska |

| Skupina D (Katowice) | Skupina D (Katowice) | Skupina D (Katowice) | Skupina D (Katowice) | Skupina D (Katowice) | Skupina D (Katowice) | Skupina D (Katowice) | Skupina D (Katowice) | Skupina D (Katowice) |
|                      | Momčad               | Bod.                 | Pob.                 | Por.                 | PD                   | PP                   | Razl.                |                      |
| -------------------- | -------------------- | -------------------- | -------------------- | -------------------- | -------------------- | -------------------- | -------------------- | -------------------- |
| 1                    | Latvija              | 5                    | 2                    | 1                    | 183                  | 184                  | -1                   |                      |
| 2                    | Francuska            | 5                    | 2                    | 1                    | 206                  | 154                  | +52                  |                      |
| 3                    | Hrvatska             | 4                    | 1                    | 2                    | 166                  | 216                  | -50                  |                      |
| 4                    | Grčka                | 4                    | 1                    | 2                    | 185                  | 186                  | -1                   |                      |

| 18. lipnja 2011. | Grčka     | 67 - 57   |  | Latvija   |
| 18. lipnja 2011. | Francuska | 86 - 40   |  | Hrvatska  |
| 19. lipnja 2011. | Hrvatska  | 65 - 63   |  | Grčka     |
| 19. lipnja 2011. | Latvija   | 59 - 56 p |  | Francuska |
| 20. lipnja 2011. | Hrvatska  | 61 - 67   |  | Latvija   |
| 20. lipnja 2011. | Grčka     | 55 - 64   |  | Francuska |

## Drugi krug
| Skupina E (Bydgoszcz) | Skupina E (Bydgoszcz)  | Skupina E (Bydgoszcz) | Skupina E (Bydgoszcz) | Skupina E (Bydgoszcz) | Skupina E (Bydgoszcz) | Skupina E (Bydgoszcz) | Skupina E (Bydgoszcz) | Skupina E (Bydgoszcz) |
|                       | Momčad                 | Bod.                  | Pob.                  | Por.                  | PD                    | PP                    | Razl.                 |                       |
| --------------------- | ---------------------- | --------------------- | --------------------- | --------------------- | --------------------- | --------------------- | --------------------- | --------------------- |
| 1                     | Češka                  | 9                     | 4                     | 1                     | 301                   | 286                   | +15                   |                       |
| 2                     | Litva                  | 9                     | 4                     | 1                     | 331                   | 298                   | +33                   |                       |
| 3                     | Rusija                 | 8                     | 3                     | 2                     | 326                   | 317                   | +9                    |                       |
| 4                     | Turska                 | 7                     | 2                     | 3                     | 303                   | 313                   | -10                   |                       |
| 5                     | Bjelorusija            | 7                     | 2                     | 3                     | 285                   | 291                   | -6                    |                       |
| 6                     | Ujedinjeno Kraljevstvo | 5                     | 0                     | 5                     | 264                   | 305                   | -41                   |                       |

| 23. lipnja 2011. | Ujedinjeno Kraljevstvo | 63 - 64 |  | Litva                  |
| 23. lipnja 2011. | Bjelorusija            | 62 - 51 |  | Rusija                 |
| 23. lipnja 2011. | Turska                 | 51 - 56 |  | Češka                  |
| 25. lipnja 2011. | Ujedinjeno Kraljevstvo | 57 - 64 |  | Turska                 |
| 25. lipnja 2011. | Rusija                 | 69 - 55 |  | Češka                  |
| 25. lipnja 2011. | Litva                  | 68 - 50 |  | Bjelorusija            |
| 25. lipnja 2011. | Rusija                 | 62 - 59 |  | Ujedinjeno Kraljevstvo |
| 27. lipnja 2011. | Češka                  | 63 - 59 |  | Litva                  |
| 27. lipnja 2011. | Bjelorusija            | 56 - 65 |  | Turska                 |

| Skupina F (Bydgoszcz) | Skupina F (Bydgoszcz) | Skupina F (Bydgoszcz) | Skupina F (Bydgoszcz) | Skupina F (Bydgoszcz) | Skupina F (Bydgoszcz) | Skupina F (Bydgoszcz) | Skupina F (Bydgoszcz) | Skupina F (Bydgoszcz) |
|                       | Momčad                | Bod.                  | Pob.                  | Por.                  | PD                    | PP                    | Razl.                 |                       |
| --------------------- | --------------------- | --------------------- | --------------------- | --------------------- | --------------------- | --------------------- | --------------------- | --------------------- |
| 1                     | Crna Gora             | 10                    | 5                     | 0                     | 364                   | 308                   | +56                   |                       |
| 2                     | Latvija               | 8                     | 3                     | 2                     | 315                   | 310                   | +5                    |                       |
| 3                     | Francuska             | 8                     | 3                     | 2                     | 347                   | 281                   | +66                   |                       |
| 4                     | Hrvatska              | 7                     | 2                     | 3                     | 300                   | 361                   | -61                   |                       |
| 5                     | Španjolska            | 7                     | 2                     | 3                     | 327                   | 340                   | -13                   |                       |
| 6                     | Poljska               | 5                     | 0                     | 5                     | 279                   | 332                   | -53                   |                       |

| 22. lipnja 2011. | Hrvatska   | 60 - 81 |  | Crna Gora  |
| 22. lipnja 2011. | Poljska    | 53 - 62 |  | Latvija    |
| 22. lipnja 2011. | Francuska  | 79 - 55 |  | Španjolska |
| 24. lipnja 2011. | Španjolska | 66 - 57 |  | Latvija    |
| 24. lipnja 2011. | Hrvatska   | 64 - 56 |  | Poljska    |
| 24. lipnja 2011. | Crna Gora  | 73 - 68 |  | Francuska  |
| 26. lipnja 2011. | Francuska  | 58 - 54 |  | Poljska    |
| 26. lipnja 2011. | Španjolska | 71 - 75 |  | Hrvatska   |
| 26. lipnja 2011. | Latvija    | 70 - 74 |  | Crna Gora  |

### Razigravanje za medalje
|  | Četvrtfinale | Četvrtfinale |           |           | Polufinale   | Polufinale   |  |  | Finale    | Finale |
|  |              |              |           |           |              |              |  |  |           |        |
|  | 29. lipnja   |              |           |           |              |              |  |  |           |        |
|  |              |              |           |           |              |              |  |  |           |        |
|  | 1E Češka     | 79           |           |           |              |              |  |  |           |        |
|  | 1E Češka     | 79           | 1. srpnja |           |              |              |  |  |           |        |
|  | 4F Hrvatska  | 63           |           |           |              |              |  |  |           |        |
|  | 4F Hrvatska  | 63           | Češka     | 53        |              |              |  |  |           |        |
|  | 29. lipnja   |              | Češka     | 53        |              |              |  |  |           |        |
|  |              | Rusija       | 85        |           |              |              |  |  |           |        |
|  | 2F Latvija   | Rusija       | 85        | 72        |              |              |  |  |           |        |
|  | 2F Latvija   |              | 3. srpnja | 72        |              |              |  |  |           |        |
|  | 3E Rusija    | 83           |           |           |              |              |  |  |           |        |
|  | 3E Rusija    | 83           | Rusija    | 59        |              |              |  |  |           |        |
|  | 30. lipnja   |              | Rusija    | 59        |              |              |  |  |           |        |
|  |              | Turska       | 42        |           |              |              |  |  |           |        |
|  | 2E Litva     | Turska       | 42        | 58        |              |              |  |  |           |        |
|  | 2E Litva     | 1. srpnja    |           | 58        |              |              |  |  |           |        |
|  | 3F Francuska | 66           |           |           |              |              |  |  |           |        |
|  | 3F Francuska | 66           | Francuska | 62        | Treće mjesto | Treće mjesto |  |  |           |        |
|  | 30. lipnja   |              | Francuska | 62        | Treće mjesto | Treće mjesto |  |  |           |        |
|  |              | Turska       | 68        |           |              |              |  |  |           |        |
|  | 1F Crna Gora | Turska       | 68        | 44        | Češka        | 56           |  |  |           |        |
|  | 1F Crna Gora |              |           | 44        | Češka        | 56           |  |  |           |        |
|  | 4E Turska    | 56           |           | Francuska | 63           |              |  |  |           |        |
|  | 4E Turska    | 56           |           |           | 63           |              |  |  |           |        |
|  |              |              |           |           |              |              |  |  | 3. srpnja |        |
|  |              |              |           |           |              |              |  |  |           |        |

Razigravanje od petog do sedmog mjesta
|  | Polufinale | Polufinale |    |           | Peto mjesto  | Peto mjesto |
|  |            |            |    |           |              |             |
|  | 30. lipnja |            |    |           |              |             |
|  | Hrvatska   | 84         |    |           |              |             |
|  | Latvija    | 75         |    |           |              |             |
|  |            |            |    |           |              |             |
|  |            |            |    |           | 2. srpnja    |             |
|  |            |            |    |           | Hrvatska     | 73          |
|  |            | Crna Gora  | 59 |           |              |             |
|  |            |            |    |           |              |             |
|  |            |            |    |           |              |             |
|  |            |            |    |           | Sedmo mjesto |             |
|  | 1. srpnja  | 1. srpnja  |    | 2. srpnja | 2. srpnja    |             |
|  | Litva      | 59         |    | Latvija   | 56           |             |
|  | Crna Gora  | 68         |    |           | Litva        | 75          |

## Nagrade i priznanja
- Najkorisniji igrač  Elena Daniločkina
- All-star momčad:
- Maria Stepanova
- Nevriye Yilmaz
- Eva Viteckova
- Sandra Mandir
- Elena Daniločkina

## Statistika
| Igračica          | PPU  |
| ----------------- | ---- |
| Iva Perovanović   | 16,4 |
| Ewelina Kobryn    | 14,7 |
| Elina Babkina     | 14,4 |
| Sandra Mandir     | 14,3 |
| Katerina Elhotova | 14,2 |

| Igračica        | SPU |
| --------------- | --- |
| Zane Tamane     | 9,1 |
| Maria Stepanova | 8,9 |
| Jelena Leučanka | 8,2 |
| Iva Perovanović | 7,8 |
| Ewelina Kobryn  | 7,7 |

| Igračica           | APU |
| ------------------ | --- |
| Elina Babkina      | 4,2 |
| Veronika Bortelová | 4,1 |
| Birsel Vardarlı    | 4,0 |
| Natallija Marčanka | 3,8 |
| Sandra Mandir      | 3,8 |

| Igračica               | BPU |
| ---------------------- | --- |
| Sandrine Gruda         | 1,7 |
| Ewelina Kobryn         | 1,7 |
| Zane Tamane            | 1,4 |
| Anastasija Veramejenka | 1,4 |
| Ilona Burgrová         | 1,2 |

| Igračica            | ULPU |
| ------------------- | ---- |
| Laia Palau          | 2,7  |
| Sancho Lyttle       | 2,5  |
| Sandra Linkeviciene | 2,4  |
| Jelena Skerović     | 2,3  |
| Ausra Bimbaite      | 2,3  |

## Konačni poredak
| Poredak | Reprezentacija         |
| ------- | ---------------------- |
| 1       | Rusija                 |
| 2       | Turska                 |
| 3       | Francuska              |
| 4       | Češka                  |
| 5       | Hrvatska               |
| 6       | Crna Gora              |
| 7       | Litva                  |
| 8       | Latvija                |
| 9–12    | Bjelorusija            |
| 9–12    | Španjolska             |
| 9–12    | Ujedinjeno Kraljevstvo |
| 9–12    | Poljska                |
| 13–16   | Grčka                  |
| 13–16   | Slovačka               |
| 13–16   | Njemačka               |
| 13–16   | Izrael                 |

## Vanjske poveznice
- Službena stranica prvenstva